# Glypta tobiasi
Glypta tobiasi är en stekelart som beskrevs av Kuslitzky 1974. Glypta tobiasi ingår i släktet Glypta och familjen brokparasitsteklar. Inga underarter finns listade i Catalogue of Life.